# Annelise Pflugbeil
Annelise Carla Martha Pflugbeil, gesch. Deutsch, geb. Buss (* 3. Mai 1918 in Stettin; † 15. November 2015 in Greifswald), war eine deutsche Kirchenmusikerin. Die Cembalistin gilt als die „Mutter der Greifswalder Bachwoche“.

## Leben und Wirken
Annelise Pflugbeil studierte in Stettin bei dem Straube-Schüler  Theo Blaufuß Klavier und Cembalo. 1938 heiratete sie Werner Deutsch. Ab 1941 unterrichtete sie an der 1938 gegründeten Kirchenmusikschule Stettin-Finkenwalde und wurde ihre stellvertretende Leiterin. 1945 flüchtete sie und kam nach Greifswald, wo sie Hans Pflugbeil kennenlernte, dessen engste Mitarbeiterin sie wurde und den sie 1947 heiratete. Sebastian Pflugbeil ist ihr gemeinsamer Sohn.
Mit ihrer Unterstützung organisierte Hans Pflugbeil ab 1946 ein jährliches Kirchenmusikfest, das bald den Namen Greifswalder Bachwoche trug und heute das älteste Musikfest in Mecklenburg-Vorpommern ist. Sie sorgte mit dafür, dass die Kirchenmusikschule in Greifswald als ein Seminar innerhalb der Pommerschen Evangelischen Kirche wieder aufgebaut werden konnte, und unterrichtete hier Cembalo und Clavichord. Nach 1989 wurde die Kirchenmusikschule ein Universitätsinstitut für Kirchenmusik und Musikwissenschaft an der Universität Greifswald.
1989 wurde sie zur Kirchenmusikdirektorin ernannt und 1994 zur Honorarprofessorin an der Ernst-Moritz-Arndt-Universität Greifswald. 1999 erhielt sie den Kulturpreis des Landes Mecklenburg-Vorpommern (Förderpreis), und am 28. Mai 2013 die Bugenhagenmedaille der Evangelisch-Lutherischen Kirche in Norddeutschland.

## Diskographie
- Weihnachtsmusik im Dom zu Magdeburg. Christophorus-Verlag/Note 1 Musikvertrieb 1993